# Josep Maria Pou
Pour les articles homonymes, voir POU.
Josep Maria Pou (né à Mollet del Vallès, Barcelone, le 19 novembre 1944) est un acteur espagnol de cinéma, théâtre et télévision.
Il étudie l’art dramatique à Madrid et fait ses débuts au Teatro María Guerrero en 1970.
Il est l'une des figures du Teatre Romea de Barcelone.

## Filmographie
- 1973 : La mujer prohibida de José Luis Ruiz Marcos
- 1974 : La madrastra de Roberto Gavaldón
- 1975 : La espada negra de Francisco Rovira Beleta
- 1976 : El segundo poder de José María Forqué
- 1977 : Reina Zanahoria de Gonzalo Suárez
- 1981 : Adolescencia, Germán Lorente
- 1984 : La noche más hermosa de Manuel Gutiérrez Aragón
- 1985 : Le Chevalier du dragon (El caballero odel dragón) de Fernando Colomo
- 1986 : Hay que deshacer la casa de José Luis García Sánchez
- 1986 : Madrid de Basilio Martín Patino
- 1987 : El complot dels anells de Francesc Bellmunt
- 1987 : Remando al viento de Gonzalo Suárez
- 1987 : Berlen blues de Ricardo Franco
- 1988 : Remando al viento, de Gonzalo Suárez
- 1989 : Pont de Varsovia de Pere Portabella
- 1989 : La bañera de Jesús Garay
- 1991 : Los papeles de Aspern de Jordi Cadena
- 1993 : El pájaro de la felicidad de Pilar Miró
- 1994 : Les Histoires du Kronen (Historias del Kronen) de Montxo Armendáriz
- 1994 : Hermana, ¿pero qué has hecho? de Pedro Masó
- 1995 : Gran Slalom de Jaime Chávarri
- 1995 : Tot veri (Puro veneno), Xavier Ribera
- 1995 : El efecto mariposa de Fernando Colomo
- 1995 : La duquesa roja de Francesc Betriu
- 1996 : El crimen del cine Oriente de Pedro Costa
- 1997 : Les Années volées (Los años bárbaros) de Fernando Colomo
- 1997 : Subjudice de Josep Maria Forn
- 1998 : La hora de los valientes de Antonio Mercero
- 1998 : Amic/Amat de Ventura Pons
- 1998 : Pepe Guindo de Manuel Iborra
- 1998 : Goya en Burdeos de Carlos Saura
- 1998 : Una pareja perfecta de Francesc Betriu :
- 2003 : Las viandas (court métrage) de José A. Bonet
- 2003 : Sevignè de Marta Balletbó
- 2003 : Tiovivo c. 1950 de José Luis Garci
- 2003 : Mar adentro de Alejandro Amenábar
- 2004 : La Malédiction des profondeurs de Brian Yuzna
- 2006 : Miguel y William de Inés París
- 2012 : Blancanieves de Pablo Berger
- 2017 : Abracadabra de Pablo Berger
- 2018 : El reino de Rodrigo Sorogoyen
- 2023 : Fermer les yeux (Cerrar los ojos) de Victor Erice

## Théâtre
- 1968 : Marat-Sade, de Peter Weiss
- 1969 : Los Fantástikos (The Fantastiks), de Tom Jones et Harvey Schmidt
- 1970 : Romance de lobos, de Ramón María del Valle-Inclán
- 1971 : El círculo de tiza caucasiano, (Der Kaukasische Kreidekreis) de Bertolt Brecht
- 1971 : Antígona (Antigone, Ἀντιγόνη) , de Sophocle (Σοφοκλῆς)
- 1971 : Dulcinea, de Gaston Baty
- 1972 : Misericordia, de Benito Pérez Galdós
- 1972 : Los caciques, de Carlos Arniches
- 1973 : Las tres hermanas (Les Trois Sœurs,Три сестры) d'Anton Tchekhov (Антон Павлович Чехов)
- 1973 : La ciudad en la que reina un niño (La Ville dont le prince est un enfant ), de Henry de Montherlant
- 1973 : Canta, gallo acorralado (Cock-a-Doodle Dandy ), de Seán O'Casey
- 1976 : Galileo Galilei, de Bertolt Brecht
- 1976 : La carroza de plomo candente, de Francisco Nieva
- 1978 : Las galas del difunto y la hija del capitán, de Ramón María del Valle-Inclán
- 1978 : Las bacantes (Les Bacchantes, Βάκχαι), d'Euripide (Εὐριπίδης)
- 1978 : El médico a palos (Le Médecin malgré lui ), de Molière
- 1981 : El galán fantasma, de Pedro Calderón de la Barca
- 1982 : Coronada y el toro, de Francisco Nieva
- 1982 : El sombrero de copa,  de Vital Aza
- 1983 : Casa de muñecas (Une maison de poupée), de Henrik Ibsen
- 1983 : El barón, de Leandro Fernández de Moratín
- 1984 : Las mujeres sabias (Les Femmes savantes), de Molière
- 1984 : El dúo de la africana,  de José de Echegaray et Fernández Caballero
- 1984 : Al derecho y al revés (Noises Off ), de Michael Fryan
- 1985 : Anselmo B, de Francisco Melgares
- 1985 : La locandiera, de Carlo Goldoni
- 1987 : És així, si us ho sembla (Così è, se vi pare), de Luigi Pirandello
- 1988 : Lorenzaccio, de Alfred de Musset
- 1989 : Amado monstruo, de Javier Tomeo
- 1991 : Desig, de Josep Maria Benet i Jornet
- 1991 : El gallitigre, de Javier Tomeo
- 1991 : La verdad sospechosa, de Juan Ruiz de Alarcón y Mendoza
- 1993 : El cazador de leones, de Javier Tomeo
- 1993 : Golfos de Roma (A Funny Thing Happened on the Way to the Forum), de Stephen Sondheim
- 1993 : Espectres/Espectros (Gengangere), de Henrik Ibsen
- 1994 : La corona d'espines,de Josep Maria de Sagarra
- 1996-1997 : Àngels a Amèrica (Angels in America), de Tony Kushner
- 1997 : La Mouette (Чайка), d'Anton Tchekhov (Антон Павлович Чехов)
- 1998 : Arte (Art), de Yasmina Reza
- 2003 : Estrellas bajo las estrellas Festival de Teatro de Mérida
- 2003 : Bartleby, l'escrivent (Bartleby), de Herman Melville
- 2003-2004 : Celobert (Skylight), de David Hare
- 2004-2005 : El rei Lear/El rey Lear (Le Roi Lear), de William Shakespeare
- 2005-2007 : La cabra o Qui és Sylvia?  - La cabra o ¿quién es Sylvia?  (The Goat or Who Is Sylvia?) , d'Edward Albee.
- 2006-2007 : La nit just abans dels boscos de Bernard-Marie Koltès.

## Télévision
- 1974 : Estudio 1 con la obra Las Meninas
- 2001 : Carles, príncep de Viana
- Estació d'enllaç
- Investigación Policial
- El Club de la Comedia
- Siete Vidas
- Policías, en el corazón de la calle
- 2005 : Un Personatge, un paisatge
- 2007 : Quart, Monseñor Aguirre
- 2017 : La catedral del Mar : Sahat

## Prix principaux
- Quatre prix de la Critique de Barcelone
- 1984 : Prix Ricardo Calvo de Madrid du meilleur acteur
- 1988 : Prix Sant Jordi de cinéma pour El Complot dels anells
- 2002 : Prix d'interprétation au festival international de télévision de Venise.
- 2004 : Prix national de théâtre de la Généralité de Catalogne.
- 2007 : Prix Terenci Moix, Prix Max du meilleur metteur en scène pour La cabra o quién es Sylvia, Prix Max du meilleur spectacle, Prix Max de la meilleure adaptation théâtrale.
- 2024 : Médaille d'or du mérite des beaux-arts, décernée par le Ministère de l'Éducation, de la Culture et des Sports espagnol[2].